# OSIRIS-REx
OSIRIS-REx (Origins Spectral Interpretation Resource Identification Security – Regolith Explorer) ist eine Raumsonde der NASA zum Asteroiden Bennu zur Gewinnung von Materialproben. Die Mission startete am 8. September 2016. Am 24. September 2023 warf sie nach der Rückkehr in Erdnähe eine Landekapsel mit 121,6 g an Proben von der Asteroidenoberfläche ab, die erfolgreich geborgen wurde. Die Sonde selbst fliegt unter dem Namen OSIRIS-APEX in einer Anschlussmission weiter zum Asteroiden Apophis.
Dem NASA-Team der OSIRIS-REx wurde die Collier Trophy für 2023 zugesprochen.

## Missionsziel
Bennu ist ein erdnaher Asteroid mit einem Durchmesser von 494 m und einer kohlenstoffreichen und dunklen Oberfläche vom C-Typ. Das primäre Missionsziel war, Proben von der Asteroidenoberfläche zur Erde zurückzubringen.
Nach New Horizons und Juno ist OSIRIS-REx die dritte Raumsonde des New-Frontiers-Programms. Die Entscheidung für die Mission wurde im Mai 2011 bekanntgegeben, nachdem sie sich in einem Auswahlverfahren gegen einen Venus-Lander durchgesetzt hatte, der die Atmosphäre und eine Bodenprobe untersuchen sollte (Venus In-Situ Explorer), und gegen eine Sonde, die Materialproben aus dem Südpol-Aitken-Becken des Mondes zur Erde bringen sollte (MoonRise).

## Missionsverlauf

Animation einer Bildserie, die von OSIRIS-REx am 25. November 2018 aus etwa 80 km Entfernung von Bennu aufgenommen wurde und eine volle Umdrehung des Asteroiden zeigt

Die Sonde wurde vom US-amerikanischen Technologiekonzern Lockheed Martin gebaut, im Oktober 2015 fertiggestellt und danach umfangreich getestet. Am 8. September 2016 wurde sie mit einer Atlas-V-Rakete gestartet. Ein Jahr später (am 22. September 2017) flog sie für ein Swing-by wieder in 17.000 km Entfernung an der Erde vorbei, am 3. Dezember 2018 erreichte sie den Asteroiden Bennu.
Am 31. Dezember 2018 trat die Sonde in den geplanten Orbit ein, in dem sie im Abstand von etwa 1,75 km vom Asteroidenkern dessen Oberfläche hochauflösend kartieren und den Jarkowski-Effekt messen sollte (den Einfluss der unterschiedlich starken Erwärmung der Asteroidenoberfläche auf den Bahnverlauf des Asteroiden). Für einen Orbit brauchte die Sonde zirka 62 Stunden. Bennu ist das kleinste Objekt im All, das bis dahin von einer Sonde umkreist wurde, und so nah wurde zudem noch kein Himmelskörper umkreist. Den kleinsten Abstand hatte zuvor im Mai 2016 die Sonde Rosetta bei ihrer Umkreisung des Kometen 67P/Churyumov-Gerasimenko mit einer Entfernung von 7 km.
Während der etwa 500 Tage dauernden Beobachtungsphase wurde die Umlaufbahn schrittweise bis auf 700 m abgesenkt. Am 6. Oktober 2020 manövrierte die Sonde in eine Bahn mit der nächsten Stelle von nur 374 Metern über der Oberfläche von Bennu. Somit flog sie erneut in der niedrigsten je erreichten Umlaufbahn um einem Asteroiden. Die Bahn wurde im Rahmen der Vorbereitungen für das TAG-Manöver (Touch-and-Go) erreicht, bei dem die Sonde Proben von der Oberfläche des Asteroiden nehmen würde. Sie blieb zwei Tage in dieser Umlaufbahn. Jeder Quadratzentimeter des Asteroiden wurde gescannt, auch um einen geeigneten Platz für die Materialprobenentnahme zu finden. Geplant war, mindestens 60 g Regolith-Gestein und zusätzlich 26 cm3 feinkörnigen Oberflächenstaub einzusammeln.
Am 20. Oktober 2020 näherte sich OSIRIS-REx dem Asteroiden bis auf wenige Meter, klappte einen Roboterarm namens TAGSAM (Touch-And-Go Sample Acquisition Mechanism) aus, berührte die Oberfläche des Asteroiden etwa fünf Sekunden lang und stieß dabei unter Druck gesetzten Stickstoff aus, um Probenmaterial aufzuwirbeln und einzufangen. Bei der Probenentnahme drang der Entnahmekopf ca. 50 cm in die Oberfläche des Asteroiden ein.
Die tatsächlich gesammelte Menge wurde mithilfe von Kamerabildern und Trägheitsversuchen mit der beladenen Sonde abgeschätzt; falls sich die Menge als zu klein erwiesen hätte, wäre ein zweiter Versuch an einer anderen, bereits im Vorfeld ausgewählten Stelle auf dem Himmelskörper möglich gewesen. Die Bilder zeigten, dass mehr als die gewünschte Mindestmenge von 60 g eingesammelt wurde, somit war ein zweites Manöver nicht mehr notwendig. Nach der Entnahme ließ man die Sonde zunächst langsam bis etwa 2200 km Entfernung von Bennu wegdriften, um dann ab Mitte Januar 2021 die Entfernung wieder langsam zu reduzieren. Am 7. April 2021 flog die Sonde im Abstand von 3,7 km noch einmal an der Probenentnahmestelle vorbei. Dabei wurden unter anderem hochaufgelöste Bilder der Nightingale getauften Entnahmestelle aufgenommen, um die Auswirkungen der Entnahme auf die Oberfläche zu untersuchen. Am 10. Mai 2021 wurde die Rückreise zur Erde durch Zündung der Haupttriebwerke eingeleitet.

Die Rückkehrkapsel kurz nach der Landung

Am 24. September 2023 wurde die ähnlich wie die Sonde Stardust aufgebaute Rückkehrkapsel in Erdnähe von OSIRIS-REx abgetrennt und landete circa vier Stunden später, um 08:52 Uhr Ortszeit, mittels Fallschirm in der Großen Salzwüste auf der Utah Test and Training Range (Landeposition der Kapsel) des US-Militärs.
In NASA-Laboren in Texas wird die Probe mit 60 verschiedenen Untersuchungsmethoden von ca. 200 Wissenschaftlern untersucht.

## Anschlussmission OSIRIS-APEX

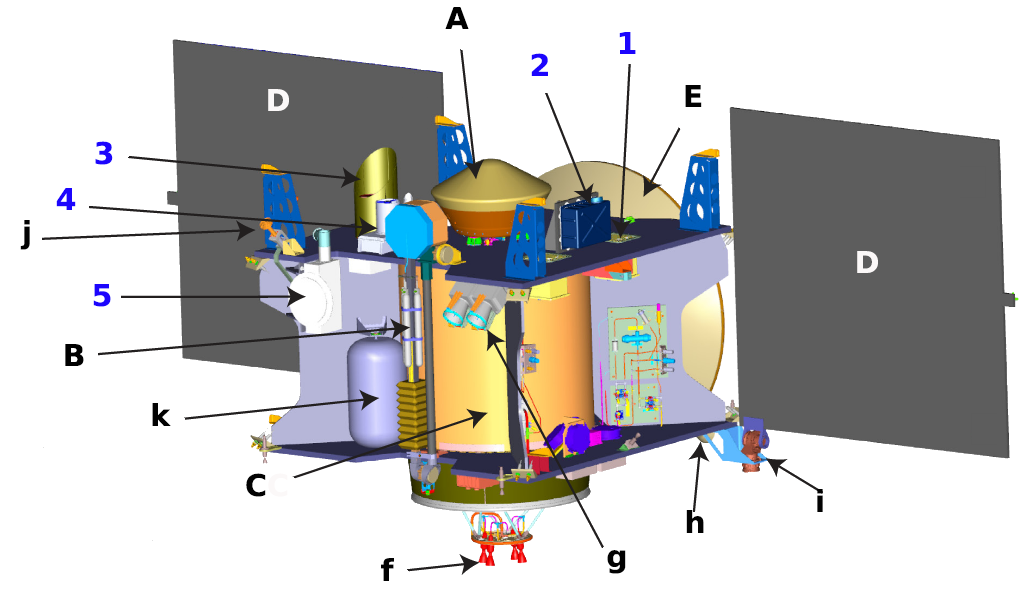
A Rückkehrkapsel, B TAGSAM, C Sondenkörper, D Solarmodule, E Parabolantenne;
f Triebwerke, g Sternsensoren, h Antenne, j Antenne, k Heliumtank;
1 Lidar, 2 OLA, 3 OCAMS, 4 OTES, 5 OVIRS

Nach dem Absetzen der Rückkehrkapsel bekam die Sonde im Rahmen einer Anschlussmission die neue Bezeichnung OSIRIS-APEX (OSIRIS-APophis EXplorer). Sie fliegt weiter zu dem erdnahen Asteroiden Apophis, der 2029 erreicht und anschließend 18 Monate lang erforscht werden soll.

## Aufbau

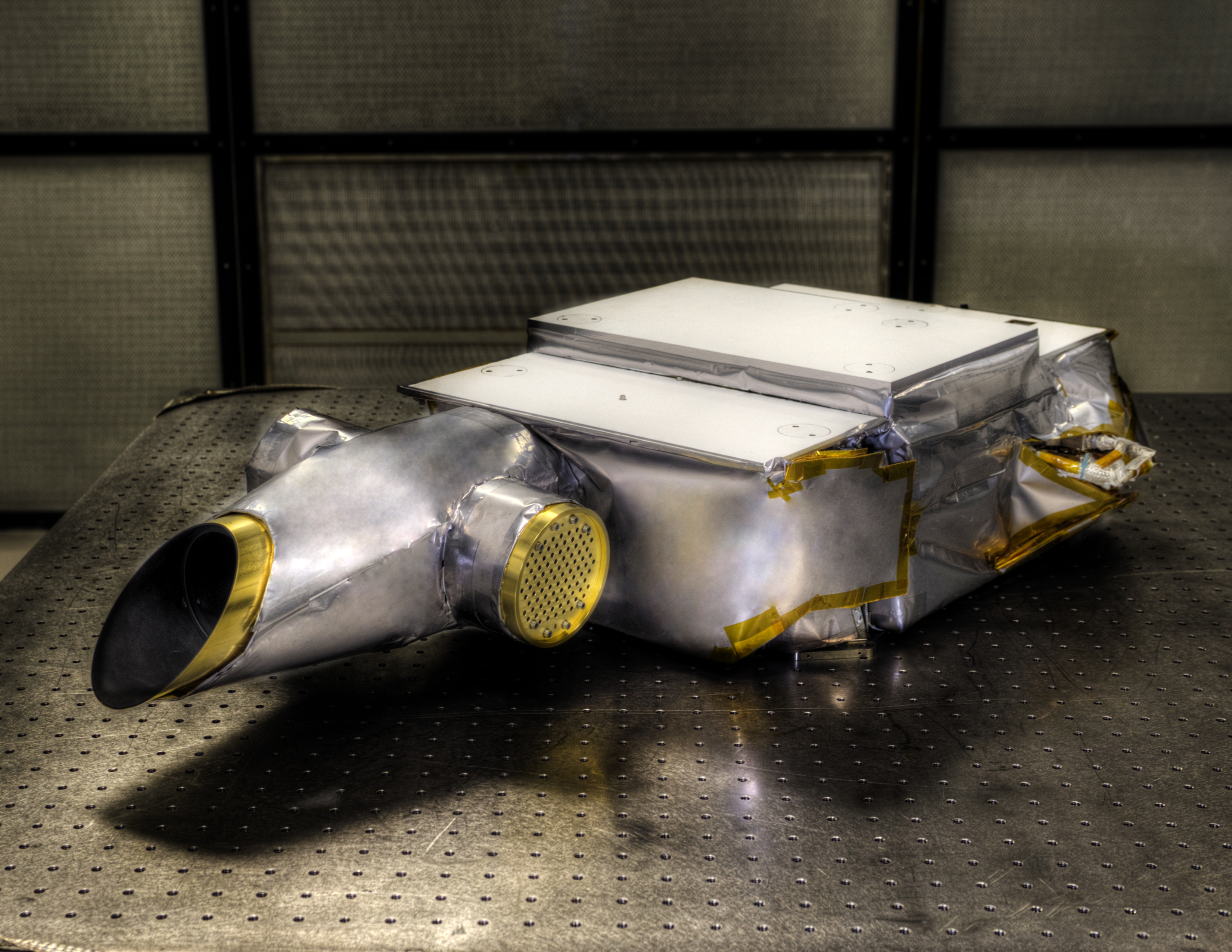
OVIRS

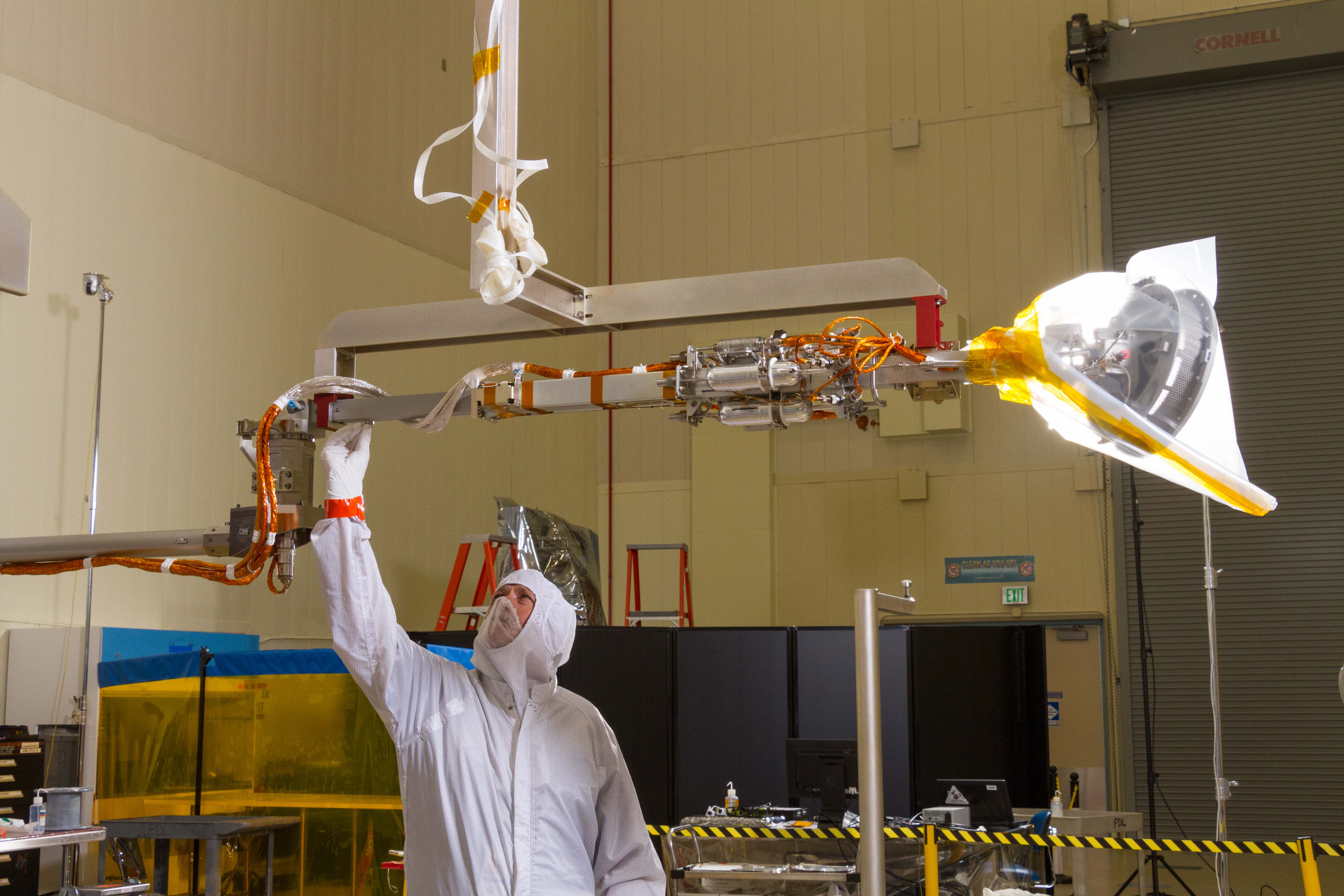
TAGSAM-Arm

OSIRIS-REx ist quaderförmig, 3,10 m breit und 2,72 m hoch und wog beim Start 2100 kg. Auf die Sonde selbst (ohne Treibstoff) entfielen 880 kg. An beiden Seiten der Sonde befinden sich annähernd quadratische Ausleger mit Solarzellen mit einer Fläche von insgesamt 8,5 m2. Einschließlich der ausgelegten Solarausleger ergibt sich eine Länge von 6,20 m, eine Breite von 2,43 m und eine Höhe von 3,15 m. Die zentrale Struktur ist ein Würfel mit 2,3 m Kantenlänge und einer Masse von 160 kg. Je nach Entfernung zur Sonne stellen die in der X- und Y-Achse schwenkbaren Solarmodule 1226 bis 3000 Watt an elektrischer Leistung bereit. Für die Kommunikation mit der Erde im X-Band wurde die Sonde mit einer Hochgewinn-Parabolantenne mit einem Durchmesser von etwa 2,1 m, einer Mittelgewinnantenne und zwei Niedergewinnantennen ausgestattet. Die maximale Datenrate der Parabolantenne beträgt 914 kbit/s.
Die Sonde ist mit folgenden Instrumenten ausgerüstet:
- OCAMS (OSIRIS-REx Camera Suite),[27] bestehend aus drei Kameras (Polycam,[28] Mapcam,[29] SAMCAM[30][31])
- OVIRS (OSIRIS-REx Visible and IR Spectrometer), ein Spektrometer für Infrarot und den Bereich des sichtbaren Lichts,[32] 17,8 kg
- OTES (OSIRIS-REx Thermal Emission Spectrometer), ein Spektrometer für Wärmestrahlung,[33] 6,3 kg
- OLA (OSIRIS-REx Laser Altimeter), ein Laser-Altimeter,[34] 21,4 kg
- REXIS (Regolith X-ray Imaging Spectrometer), ein Röntgenspektrometer[6][35]
- TAGSAM (Touch-And-Go Sample Acquisition Mechanism),[36] der Sammelmechanismus für die Materialproben von Bennus Oberfläche